# Nakheel PJSC
Al Nakheel Properties – przedsiębiorstwo budowlane znajdujące się w Dubaju. Przedsiębiorstwo to realizuje kilka projektów rekultywacji takich jak: Palm Islands, Dubai Waterfront i The World. Ten willowy projekt zawiera także wykonanie Jebel Ali Gardens (Ogrody Jebel Ali), International City (Miasto międzynarodowe), Jumeirah Islands (wyspy Jumeirah) i Jumeirah Lake Towers. Handlowy projekt zawiera wybudowanie Dragon Mart w International City oraz Ibn Battuta Mall. Największym rywalem przedsiębiorstwa jest Emaar Properties. Zaprojektowali oni także wieżę Al Burj.

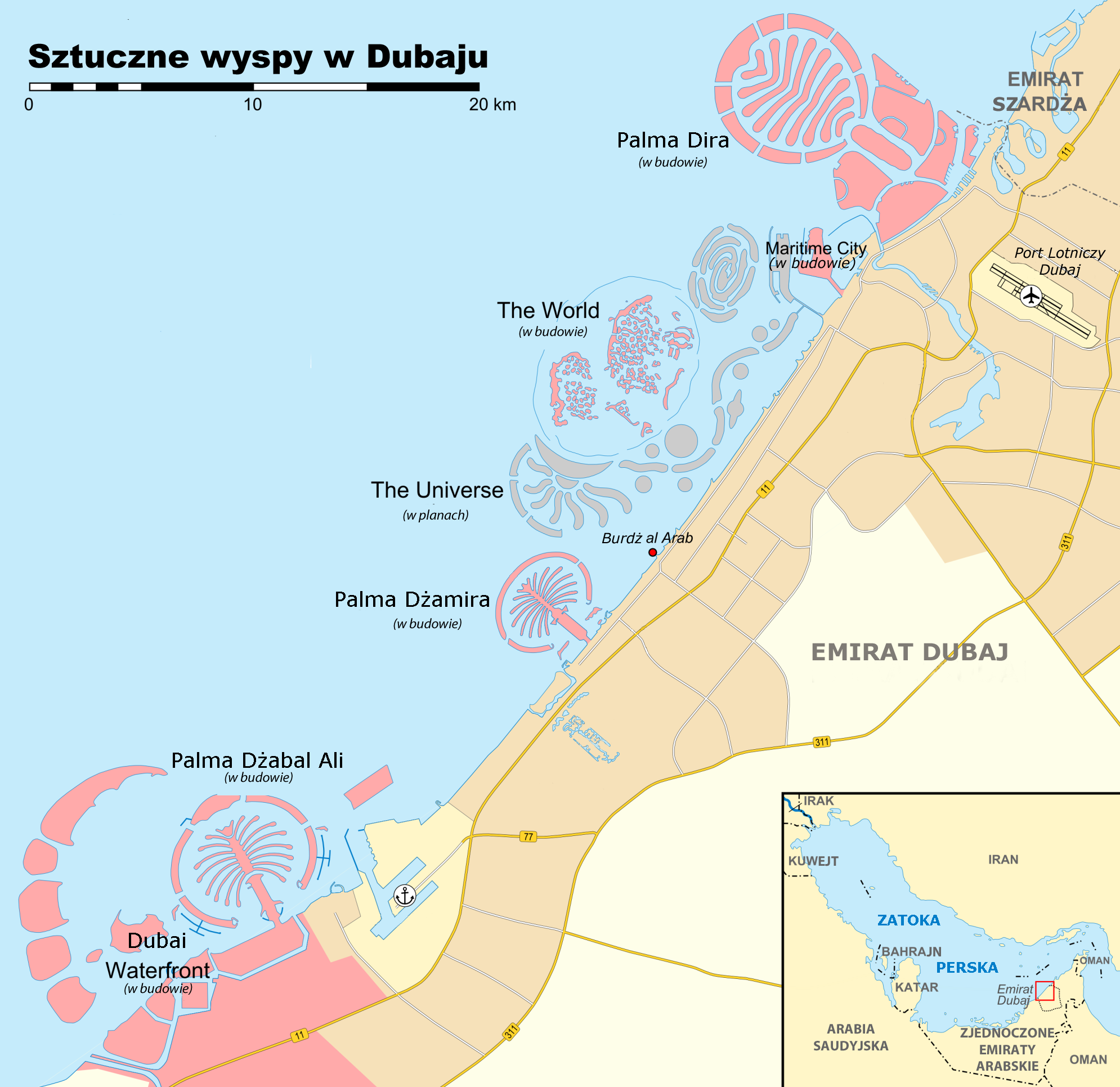
Projekty Al Nakheel w Dubaju

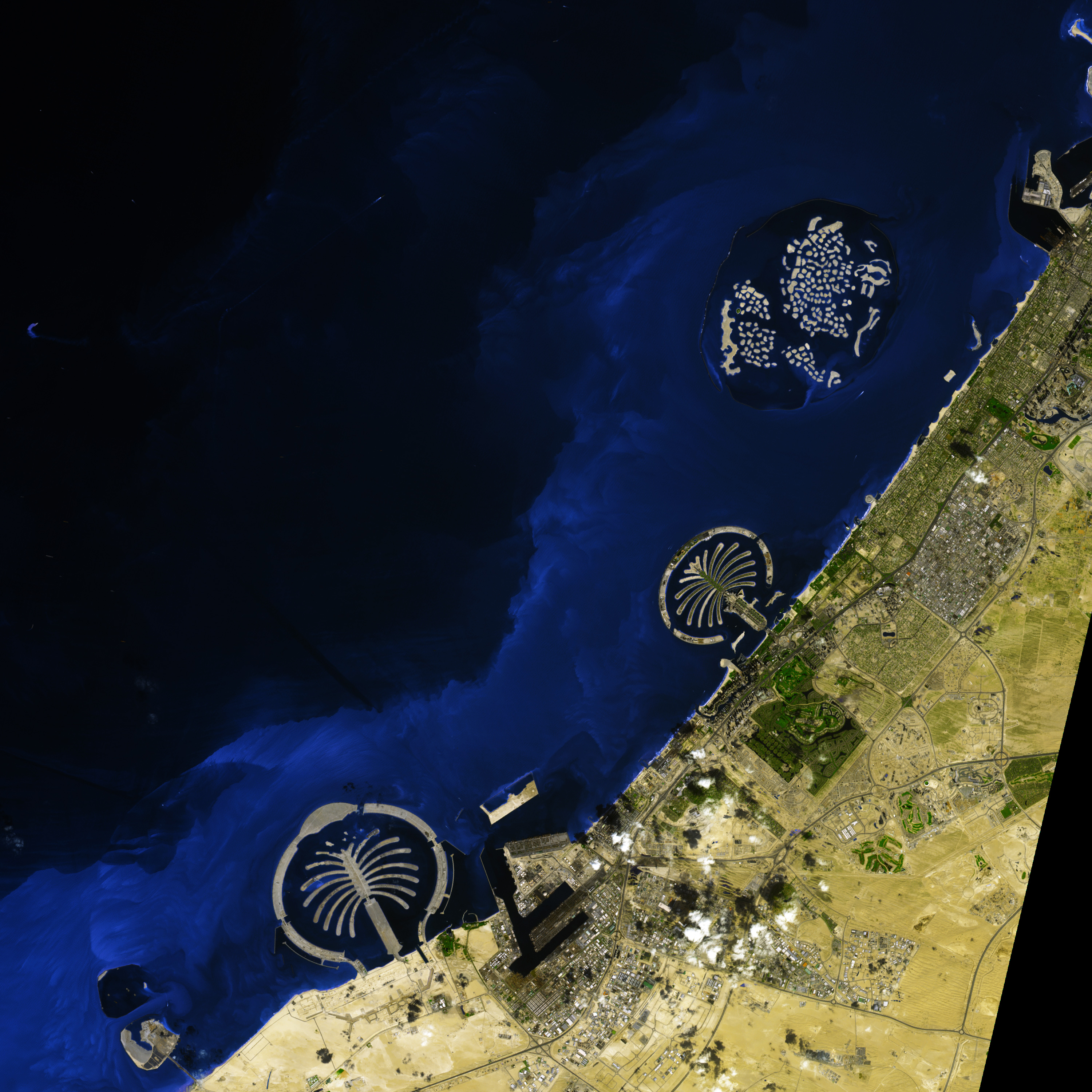
Widok z kosmosu (2009)